# Bramble-Cay-Mosaikschwanzratte
Die Bramble-Cay-Mosaikschwanzratte (Melomys rubicola) ist ein zuletzt 2009 nachgewiesenes Nagetier aus der Gattung der Mosaikschwanzratten (Melomys). Sie wurde 2016 als erste Säugetierart, die dem Klimawandel zum Opfer fiel, für ausgestorben erklärt. Sie gehörte zu den am stärksten isolierten Säugetierarten der Welt und war auf der kleinen Insel Bramble Cay in der Torres-Straße im äußersten Norden des Great Barrier Reef endemisch.
Der Artzusatz im wissenschaftlichen Namen ist aus den lateinischen Worten rubus (Brombeere) und colo (bewohnen) gebildet. Er bezieht sich auf den Fundort Bramble Cay, mit dem englischen Wort bramble für Brombeere.

## Merkmale
Die Bramble-Cay-Mosaikschwanzratte erreichte eine Kopf-Rumpf-Länge von 140 bis 160 mm, eine Schwanzlänge von 145 bis 180 mm und ein Gewicht von 100 g. Die Zitzenformel betrug 2/0 = 4. Die Oberseite war einfarbig kastanienbraun oder hell graubraun und ging an den Flanken in ein Gelbbraun über. Die Unterseite war weiß, einschließlich der Füße, der Wangen und des Unterkiefers. Der Schwanz war lang und dünn, die Ohren waren klein. Die Bramble-Cay-Mosaikschwanzratte ähnelte der Cape-York-Mosaikschwanzratte (Melomys capensis). Sie unterschied sich von dieser durch unterschiedliche Blutproteine und morphologisch durch den beträchtlich raueren Schwanz, der durch erhabene Schuppen gekennzeichnet war.

## Verbreitung und Lebensraum
Die Verbreitung der Bramble-Cay-Mosaikschwanzratte war auf Bramble Cay beschränkt, eine Koralleninsel mit 5 ha Gesamtfläche, wovon etwa 2,2 ha mit Vegetation bedeckt sind. Trotz intensiver Suche wurde sie nie auf anderen Inseln entdeckt. Sie war die einzige Säugetierart auf der Insel und lebte im dichten Gras in Gesellschaft von zahlreichen Seevögeln und Meeresschildkröten.

## Lebensweise
Über die Lebensweise der Ratte ist wenig bekannt. Sie war nachtaktiv und suchte tagsüber Schutz in Bauten. Die Ernährung war vegetarisch, sie ging in der Kraut- und Strandvegetation auf Nahrungssuche.

## Status
Im Jahr 2008 klassifizierte IUCN die Bramble-Cay-Mosaikschwarzratte in die Kategorie „vom Aussterben bedroht“ (critically endangered) und ging von einem Bestand von weniger als hundert Exemplaren aus, wovon etwa 50 geschlechtsreife Alttiere waren. Diese Schätzung basierte auf einer Suchexpedition zwischen den Jahren 2002 und 2004. 2009 wurde das letzte Exemplar beobachtet.
Bei einer Suchexpedition im Jahr 2011 konnte kein Exemplar mehr nachgewiesen werden. 2012 wurde die Bramble-Cay-Mosaikschwanzratte in die Kategorie „vom Aussterben bedroht“ mit dem Zusatz „möglicherweise ausgestorben“ in den Environment Protection and Biodiversity Conservation Act aufgenommen. Als Hauptgefährdung wurde die Erosion der Insel angenommen. Eine mögliche Naturkatastrophe wie ein heftiger Sturm könnte den gesamten geeigneten Lebensraum der Art zerstört haben. Invasive Pflanzen, die Einfuhr von Beutegreifern sowie die Ausbreitung von Seuchen stellten ebenfalls eine beträchtliche Gefährdung dar. Da die Untersuchung während der Hauptbrutsaison der Meeresschildkröten stattfand, wurde im Frühjahr 2014 eine weitere Suchaktion unternommen, die erneut erfolglos blieb.
Im Juni 2016 wurde die Bramble-Cay-Mosaikschwarzratte von der IUCN Red List als ausgestorbene Säugetierart eingestuft. Sie ist damit die erste Säugetierart, die durch den anthropogenen Klimawandel derart eingestuft wurde und tatsächlich auch ausgestorben ist. Ein besonders hoher Anstieg des Meeresspiegels im Bereich der Torres-Straße um 6 mm pro Jahr seit 1993, insgesamt 10,2 cm allein in der Zeit von 1993 bis 2010, und veränderte Wetterverhältnisse, etwa verstärkte zyklonische Aktivität, vernichteten 97 % des Lebensraums der Tiere innerhalb von nur 10 Jahren und führten zu einer wiederholten Überflutung der Insel. Die Vegetation ging dramatisch zurück, nur zwei von vorher mehr als elf Pflanzenarten wurden 2014 noch auf der Insel aufgefunden. Die Regierung von Queensland hat dazu aufgefordert, andere Orte auf eine mögliche Population zu untersuchen, sieht diese Suche aber als nahezu aussichtslos an.
Im Februar 2019 wurde die Bramble-Cay-Mosaikschwarzratte vom australischen Umweltministerium in die Liste der ausgestorbenen Säugetiere nach dem Environment Protection and Biodiversity Conservation Act aufgenommen.